# Орехово-Логовской сельсовет
Орехово-Логовский сельсовет — сельское поселение в Краснозёрском районе Новосибирской области Российской Федерации.
Административный центр — село Орехов Лог. 

## История
Статус и границы сельского поселения установлены Законом Новосибирской области от 2 июня 2004 года № 200-ОЗ «О статусе и границах муниципальных образований Новосибирской области»

## Население
| 2002 | 2010  | 2012  | 2013 | 2014 | 2015 | 2016 |
| ---- | ----- | ----- | ---- | ---- | ---- | ---- |
| 1249 | ↘1031 | ↘1011 | ↘999 | ↘946 | ↘926 | ↘912 |
| 2017 | 2018  | 2019  | 2020 | 2021 |      |      |
| ↘900 | ↘888  | ↘862  | ↘833 | ↘820 |      |      |

## Состав сельского поселения
| № | Населённый пункт | Тип населённого пункта       | Население |
| - | ---------------- | ---------------------------- | --------- |
| 1 | Зуевский         | посёлок                      | ↘99       |
| 2 | Орехов Лог       | село, административный центр | ↘932      |